# Вирановский, Николай Георгиевич
Вирано́вский Никола́й Гео́ргиевич (6 (19) декабря 1910, Рени, Бессарабская губерния — 19 февраля 1985 года, Одесса) — церковный композитор, регент архиерейского хора в Успенском кафедральном соборе в Одессе.

## Семья
Николай Георгиевич Вирановский происходил из дворянского рода Вирановских
- Отец — генерал-лейтенант Георгий Николаевич Вирановский (1867—1920 годы) русский военачальник, участник Русско-японской и Первой мировой войн, участник (1918—1920) Белого Движения в годы Гражданской войны. Кавалер орденов Святого Георгия 3-й и 4-й степеней.
- Мать — Елена Артуровна, урождённая Люикс, дочь бельгийского подданного, одесского архитектора, Артура Густавовича Люикса[1] и Элизе, урождённой де Ля Рош.
- Братья — Борис (1893—1968 годы, участник Гражданской войны в войсках ВСЮР, был в эмиграции во Франции, репатриант); Георгий (1896—1926 годы; участник Гражданской войны в рядах Добровольческой армии (2-й конный Дроздовский полк) и ВСЮР, в эмиграции).
- Жена — Клавдия Петровна, урождённая Орлова (1914—1989 годы), дочь известного одесского протоиерея.
- Дети — Георгий (1935—2013 годы), композитор, профессор, историк музыки; Елена, в замужестве Рожкова (род. в 1937 году); Наталия, в замужестве Калугина (род. в 1949—2025 годы), церковный регент, композитор.

## Детство, образование
Практически сразу после рождения Николая семья переехала в Одессу. Когда отец отплыл в Сибирь, семья осталась в городе. Начальное образование получил в Детском городке имени Коминтерна на 4-й станции Большого Фонтана, где работала его мать.
В детстве был алтарником и пел в церковном хоре в Александро-Невском храме. В 1926 году стал псаломщиком Преображенского собора в Одессе. В 1927 году окончил краткосрочные богословские курсы при Одесском епархиальном управлении, в 1929 году — трёхлетние хормейстерские курсы под руководством Н. П. Новикова, а в 1933 году — Одесский музыкально-драматический институт (муздрамин).
Служа посохоносцем архиерея в Преображенском соборе, одновременно, дабы избежать угрожавшей ему высылки из города как «нетрудового элемента», пошёл работать истопником, впоследствии — рабочим на заводе Всеукраинского фотокиноуправления и станкостроительном заводе имени В. И. Ленина. Однако, в связи с болезнью, Николай Георгиевич вернулся псаломщиком и субрегентом в кафедральный собор.

## Работа в театре
В 1934 году, одновременно с исполнением певческих обязанностей в архиерейском хоре, Николай Георгиевич устроился на работу в Одесский оперный театр. Впоследствии организовывал хор в военном гарнизоне Очакова. После того, как хор занял первое место на флотской олимпиаде по Одесскому гарнизону, Николай Георгиевич был приглашён в Одесский Дом Красной Армии.
Во второй половине 1930-х годов работал в Украинском драматическом театре и хормейстером Дома Красной Армии. В 1940 году снова перешёл в Одесский оперный театр.
С началом Великой Отечественной войны Николай Георгиевич был назначен службой ПВО начальником воздушного наблюдения театра. В составе концертной бригады театра выступал на белорусском фронте. В связи с полученным во время одного из налётов авиации ранением ноги остался в оккупированной Одессе.

## Церковная деятельность
Во время оккупации Николай Георгиевич вернулся к церковной службе, став регентом и псаломщиком в храме святителя Григория Богослова и мученицы Зои. В мае 1944 года, распоряжением патриаршего представителя иеромонаха Сергия (Ларина) назначен регентом правого хора Свято-Ильинского кафедрального собора. В 1947—1954 годах был регентом-псаломщиком в церквах: святых Кирилла и Мефодия, святителя Димитрия Ростовского, Входа Господня во Иерусалим.
В 1954 году архиепископ Никон (Петин) назначил Николая Георгиевича субрегентом, а в 1956 году — регентом архиерейского хора в Успенском кафедральном соборе в Одессе. В этой должности он состоял до самой смерти.
Был преподавателем церковного пения Одесской духовной семинарии с 1955 по 1982 год.

Система занятий носила характер торжественности, достаточно было прослушать вступительное слово Н. Г. Вирановского о композиторе и песнопении, с которого он начинал репетиционную работу, как все сразу ощущали всю серьёзность отношения регента к своему делу. Он считал вовремя сказанную шутку необходимой разрядкой для коллектива в работе. Регентскому делу Н. Г. Вирановского были присущи многие индивидуальные черты. Его управление хором всегда отличалось молитвенностью, мягким звучанием, он никогда не позволял, чтобы верхние голоса заглушали нижние, постоянно работал над ансамблевым звучанием. Основным принципом взаимоотношений руководителя с коллективом хора, которому Вирановский следовал всю свою жизнь, были глубокая человечность и взаимное уважение певцов и регента. Н. Г. Вирановский был глубоковерующим человеком, всегда серьёзно готовился к службам, а особенно к великим праздникам, прекрасно знал церковный устав. Своим знанием и талантом он смог воспитать ряд студентов, ставших впоследствии регентами хоровых коллективов.

Погребён на втором Одесском городском кладбище близ церкви святителя Димитрия Ростовского.

## Музыкальное творчество
Николаю Георгиевичу принадлежит авторство более 30 музыкальных сочинений для хора. Часть наследия утеряна. Известны такие его работы как:
- Тропарь Успению Пресвятой Богородицы
- Тропарь Иверской иконе Пресвятой Богородицы[4].
- Ектения великая
- Полиелей

Кроме того, Николай Георгиевич написал светильны всех двунадесятых праздников.

## Награды, знаки отличия
- 1965 год — Орден святого равноапостольного великого князя Владимира 3-й степени
- 1975 год — Орден святого равноапостольного великого князя Владимира 2-й степени
- 1979 год — Орден преподобного Сергия Радонежского 2-й степени
- Архиерейская благословенная грамота от архиепископа Сергия (Петрова)
- Орден Святого Апостола Марка, Александрийской Церкви